# Von Hennigs
von Hennigs är en adelsätt från Pommern, varifrån namnet förts vidare i Sverige av två adopterade bröder, där den äldre också erhöll svenskt adelskap. Båda brödernas ätter är numera utslocknade.

## Historik
Bröderna Carl Fredrik Stuth (1783–1817) och Gustaf Fredrik Stuth (1788–1844) var födda i svenska Pommern och söner av en "lanthushållare och dominialarrendator" Emanuel Fredrik Stuth och dennes andra hustru Maria Hennigs. Stuths yrkesbeteckningar anger att han arrenderade och drev ett större jordbruk. 

### Den äldre grenen
Carl Fredrik Stuth inledde som 14-åring 1797 en militär karriär vid svenska Wendes artilleriregemente, som då var förlagt i Stralsund. Han blev  underlöjtnant 1802 och följde med 1805, när regementet flyttades till  Kristianstad. År 1809 gifte han sig med Hedvig Charlotta Coyet (1780–1866) och blev samma år även far till den sonen Carl Gustaf von Hennigs (1809–1881). 
Vidare detta år adopterades han jämte sin bror av en då ännu barnlöse släkting  Bernhard Gustaf von Hennigs (1770–1845), som var adlig och senare skulle bli preussisk generalmajor.
Hustrun Hedvig Charlotta Coyet tillhörde den svenska adelsätten Coyet och var dotter till generallöjtnanten Johan Gustaf Coyet (1737–1803). Bägge föräldrarna var döda då hon gifte sig. Elgenstierna anger dels 28 mars, dels 28 maj som datum för vigseln. Vid bägge tidpunkterna bör sonen Carl Gustaf, född 17 oktober, ha varit på väg.
Bernhard von Hennigs tillhörde en tysk adelssläkt,och genom adpotionen kunde även bröderna räkna sig som tyska aelsmän. Carl Fredrik fick därmed en social ställning som passade bättre till hans hustrus. Detta ser ut att ha varit huvudorsaken till adoptionen. Något fosterföräldraskap kan inte ha funnits, då adoptivfadern bara var 13 år äldre än sin adopterade son. 
Med det nya efternamnet von Hennigs flyttade Carl Fredrik sedan till Livgardet till häst, där han blev ryttmästare. Han ingick i de svenska trupperna i Napoleonkrigens slutskede 1813–1814 och erhöll svensk adelsvärdigghet 1817. Han avled emellertid samma år, innan adelsbrevet hade utfärdats. Det blev däför sonen Carl Gustaf von Hennigs som 1832 introducerades på Riddarhuset med nummer 2306. Denne följde fadern i spåren som militär men fick i sitt äktenskap inga söner, varför den svenska adelsätten von Hennigs utslocknade på svärdssidan vid hans död 1881.

### Den yngre grenen
Upplysningarna om den yngre brodern Gustaf Fredrik Suth, senare von Hennigs är mer knapphändiga, eftersom han inte fick svenskt adelskap utan endast tyskt. Han blev kapten vid Wendes artilleriregemente i Kristianstad och major i armén  samt gifte sig också adligt. Sonen Albert von Hennigs (1832–1884) blev officer vid Värmlands fältjägarkår och fick kaptens grad då han lämnade det militära. När han dog, var han fängesedirektör i Göteborg. Sonsonen konstnären Gösta von Hennigs är släktens mest kände medlem. Det finns inga upplysningar om nutida svenska ättlingar med namnet.

## Släktträd (urval)
- Emanuel Fredrik Stuth, lantbrukare i Pommern
  - Carl Fredrik Stuth, senare von Hennigs (1783–1817), rytttmästare, svensk adelsman
    - Carl Gustaf von Hennigs (1809–1881), ryttmästare, slöt svenska adelsätten

  - Gustaf Fredrik Stuth, senare von Hennigs (1788–1844), major
    - Albert von Hennigs (1832–1884), kapten och fängelsedirektör
      - Gösta von Hennigs (1866–1941), konstnär